# 조예현
조예현(1980년 11월 30일 ~ )은 대한민국의 작가이다.

## 극본

### 예능
- 1999년 : KBS2 《개그콘서트》
- 2013년 : KBS2 《가족의 품격 풀하우스》

## 수상
- 2012년 : 제11회 KBS 연예대상 코미디부문 방송작가상